# Дзенчина
Дзенчина (пол. Dzięczyna, нім. Fürstenfeld (Kr. Gostingen)) — село в Польщі, у гміні Понець Гостинського повіту Великопольського воєводства.
Населення — 398 осіб (2011).
У 1975-1998 роках село належало до Лешненського воєводства.

## Демографія
Демографічна структура станом на 31 березня 2011 року:
|          | Загалом | Допрацездатний вік | Працездатний вік | Постпрацездатний вік |
| -------- | ------- | ------------------ | ---------------- | -------------------- |
| Чоловіки | 197     | 41                 | 139              | 17                   |
| Жінки    | 201     | 45                 | 111              | 45                   |
| Разом    | 398     | 86                 | 250              | 62                   |